# Бозоглува къща
Бозоглувата къща (на гръцки: Αρχοντικό Μπόζογλου) е историческа постройка в град Бер, Гърция.
Сградата е разположена в бившия еврейски квартал Барбута. Построена е в началото на XX век и е единствената постройка в квартала с неокласически елементи. В сградата се помещава Дружеството на власите и Влашкият етнографски музей.